# Acianthera silvae
Acianthera silvae là một loài thực vật có hoa trong họ Lan. Loài này được (Luer & Toscano) Luer mô tả khoa học đầu tiên năm 2004.